# Burdett (Kansas)
Burdett – miasto w Stanach Zjednoczonych, w stanie Kansas, w hrabstwie Pawnee.